# Ngọ Môn (Hoàng thành Huế)
Ngọ Môn (tên chữ Hán: 午門) là cổng chính phía nam của Hoàng thành Huế. Hiện nay là một trong những di tích kiến trúc thời Nguyễn trong quần thể di tích cố đô Huế. Ngọ Môn - có nghĩa là "cổng tý ngọ" - hướng về phía nam. Hướng gắng liền với quan niệm ”Thánh nhân Nam diện nhi thính thiên hạ” (Thiên tử phải quay về hướng Nam để cai trị thiên hạ). Ngọ Môn là cổng lớn nhất trong 4 cổng chính của Hoàng thành Huế-phía trước (hướng Nam) là cửa Ngọ Môn, phía tả (bên trái) là cửa Hiển Nhơn, hậu (bên phải) là Chương Đức và phía sau (hướng Bắc) là Hòa Bình. Cửa Ngọ Môn chỉ dành riêng cho vua đi lại hoặc dùng khi tiếp đón các sứ thần.

## Xây dựng
Trước kia tại vị trí này là Nam Khuyết Đài, xây dựng đầu thời Gia Long. Trên đài này có điện Càn Nguyên (乾元殿), hai bên có hai cửa là Tả Đoan Môn (左端門) và Hữu Đoan Môn (右端門). Đến năm Minh Mạng thứ 14 (1833) khi triều Nguyễn tổ chức quy hoạch lại toàn bộ mặt bằng kiến trúc Hoàng thành, Nam Khuyết Đài bị giải thể hoàn toàn để lấy chỗ xây dựng Ngọ Môn. Về mặt từ nguyên, Ngọ Môn có nghĩa là chiếc cổng xây mặt về hướng Ngọ. Hướng này, theo quan niệm của địa lý phong thủy phương Đông là hướng Nam. Hướng của Ngọ Môn cũng như toàn bộ Kinh thành Huế trên thực tế là hướng càn - tốn (tây bắc - đông nam) nhưng vẫn được xem là hướng Ngọ (hướng nam). Theo Dịch học hướng nam là hướng dành cho bậc vua Chúa để "nhi thính thiên hạ, hướng minh nhi trị" (chữ Hán: 而聽天下, 向明而治, tạm dịch: hướng về ánh sáng để nghe thiên hạ và cai trị thiên hạ một cách sáng suốt).

## Kiến trúc
Ngọ Môn có hai phần chính là: đài - cổng và lầu Ngũ Phụng.

### Phần đài - cổng

Ngọ Môn Huế trong ảnh chụp của người Pháp, có thể thấy khá rõ 4 tòa lầu nhỏ nay đã không còn tồn tại.

Có bình diện hình chữ U vuông góc, đáy dài 57,77 m, cạnh bên dài 27,6 m. Đài được xây bằng gạch đá kết hợp với các thanh dầm chịu lực bằng đồng thau. Đài cao gần 5 m, diện tích chiếm đất hơn 1560 m² (kể cả phần trong lòng chữ U). Thân đài trổ 5 lối đi. Lối chính giữa là Ngọ Môn, chỉ dành cho vua đi. Hai lối bên là Tả Giáp Môn và Hữu Giáp Môn, dành cho quan văn, võ theo cùng trong đoàn Ngự đạo (theo nguyên tắc tả văn-hữu võ). Hai lối đi bên ngoài cùng nằm ở hai cánh chữ U là Tả Dịch Môn (左掖門) và Hữu Dịch Môn (右掖門), dành cho binh lính và voi ngựa theo hầu.

### Lầu Ngũ Phụng

Một góc khác của Ngọ môn Huế được người Pháp chụp.

Lầu Ngũ Phụng hoặc Lầu Ngũ Phượng (五鳳樓: Ngũ Phụng Lâu hoặc Ngũ Phượng Lâu) là phần lầu đặt ở phía trên đài - cổng. Ngoài phần thân đài, lầu còn được tôn cao bởi một hệ thống nền cao 1,15 m cũng chạy suốt thân đài hình chữ U. Lầu có hai tầng, kết cấu bộ khung hoàn toàn bằng gỗ lim với chẵn 100 cây cột. Mái tầng dưới nối liền nhau, chạy vòng quanh để che cho phần hồi lang. Mái tầng trên chia thành 9 bộ, với rất nhiều hình chim phụng trang trí ở phần bờ nóc, bờ quyết, khiến tòa lầu trông rất nhẹ nhàng, thanh thoát. Bộ mái chính giữa của lầu Ngũ Phụng lợp ngói lưu ly màu vàng, tám bộ còn lại lợp ngói lưu ly màu xanh . Ngoài ra, còn có 4 tòa nhà nhỏ phụ trợ 2 bên Đông, Tây Dực lâu. Năm Thành Thái thứ 12 (1900) triều đình cho phép tiến hành trùng tu lầu Ngọ Môn. Thời điểm này kiến trúc trên Ngọ Môn đang trong quá trình trùng tu nên 8 bộ mái lợp ngói thanh lưu ly đã được những người thợ cung đình hạ giải để tu bổ, 4 tòa nhà nhỏ phụ trợ có thể cũng đã biết mất trong lần trùng tu này.

## Sự kiện
Ngọ Môn cũng là nơi chứng kiến nhiều sự kiện lịch sử quan trọng. Nơi đây ngày xưa vẫn thường diễn ra các lễ lạc quan trọng nhất của triều Nguyễn như lễ Ban sóc (ban lịch mới), Truyền Lô (tuyên đọc tên tiến sĩ tân khoa)... Ngày 30 tháng 8 năm 1945, tại cửa Ngọ Môn, vua Bảo Đại, vị vua cuối cùng của Việt Nam, đã đọc Tuyên ngôn Thoái vị và trao chính quyền lại cho chính phủ lâm thời Việt Nam Dân chủ Cộng hòa.
Câu ca dao sau đây xuất hiện khi có cửa Ngọ Môn:
"Ngọ Môn 5 cửa 9 lầu
1 lầu vàng 8 lầu xanh
3 cửa thẳng 2 cửa quanh..."

## Hư hỏng sau trận Mậu Thân 1968 và ảnh hưởng tự nhiên
Năm 1968, sau trận Mậu Thân tại Huế, Ngọ Môn bị hư hỏng rất nặng. Mãi đến năm 1970, Ngọ Môn cùng một số công trình khác (cũng bị hư hỏng) được sửa chữa lớn. Tuy nhiên, đến năm 2012, do ảnh hưởng của tự nhiên, công trình bị xuống cấp rất nghiêm trọng, Tả Dực lâu phải được chằng cố nhiều cột sắt, có bảng cảnh báo nguy hiểm. Rêu phong phủ đầy các ngói lưu ly, lan can đã bị bong tróc phần gạch gần hết. Huế đã chi ra số tiển khổng lồ 80 tỷ đồng để trùng tu công trình này, hoàn thành tổng thể vào năm 2019.

## Một vài hình ảnh

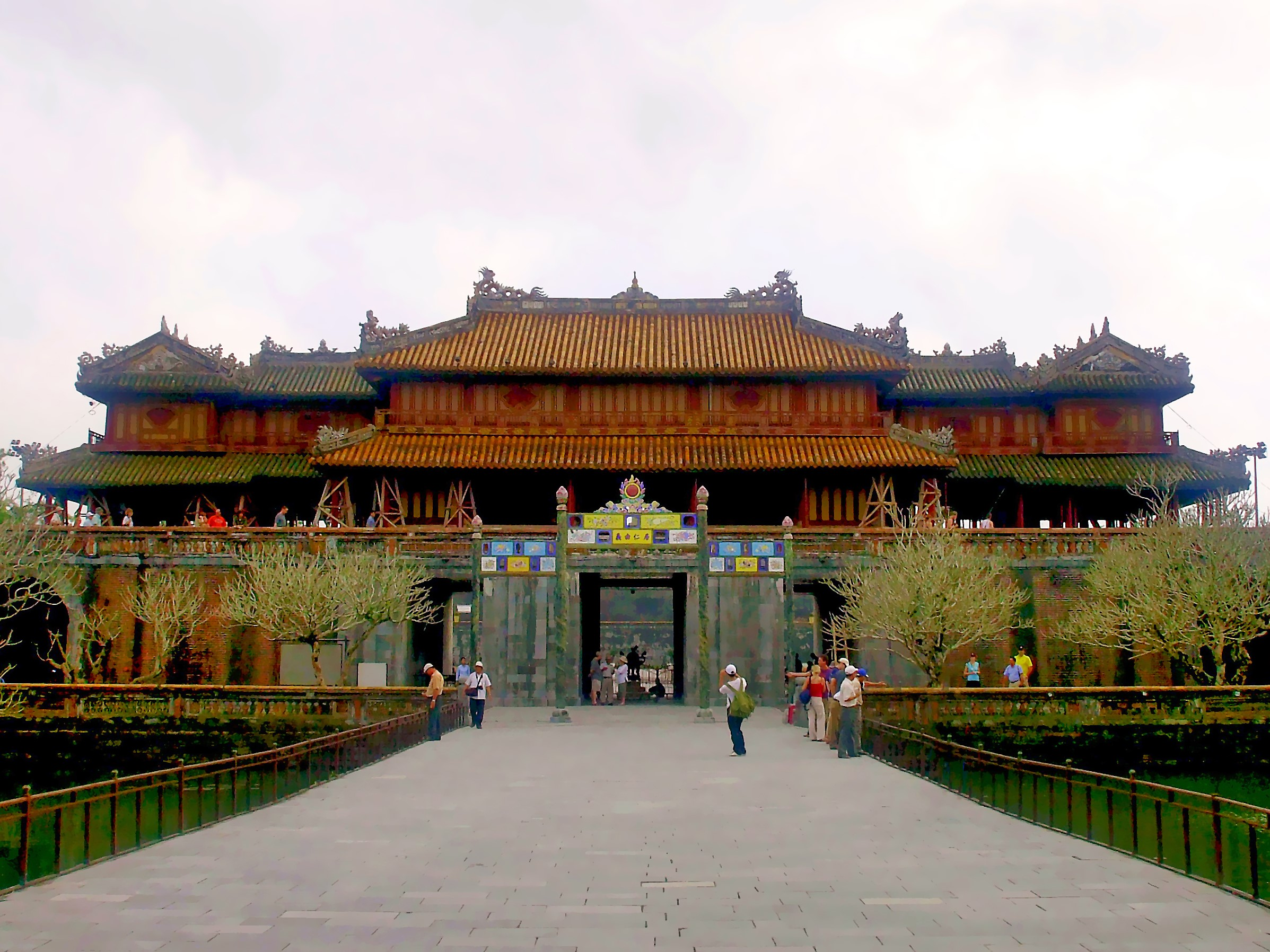
Ngọ Môn (chính diện).
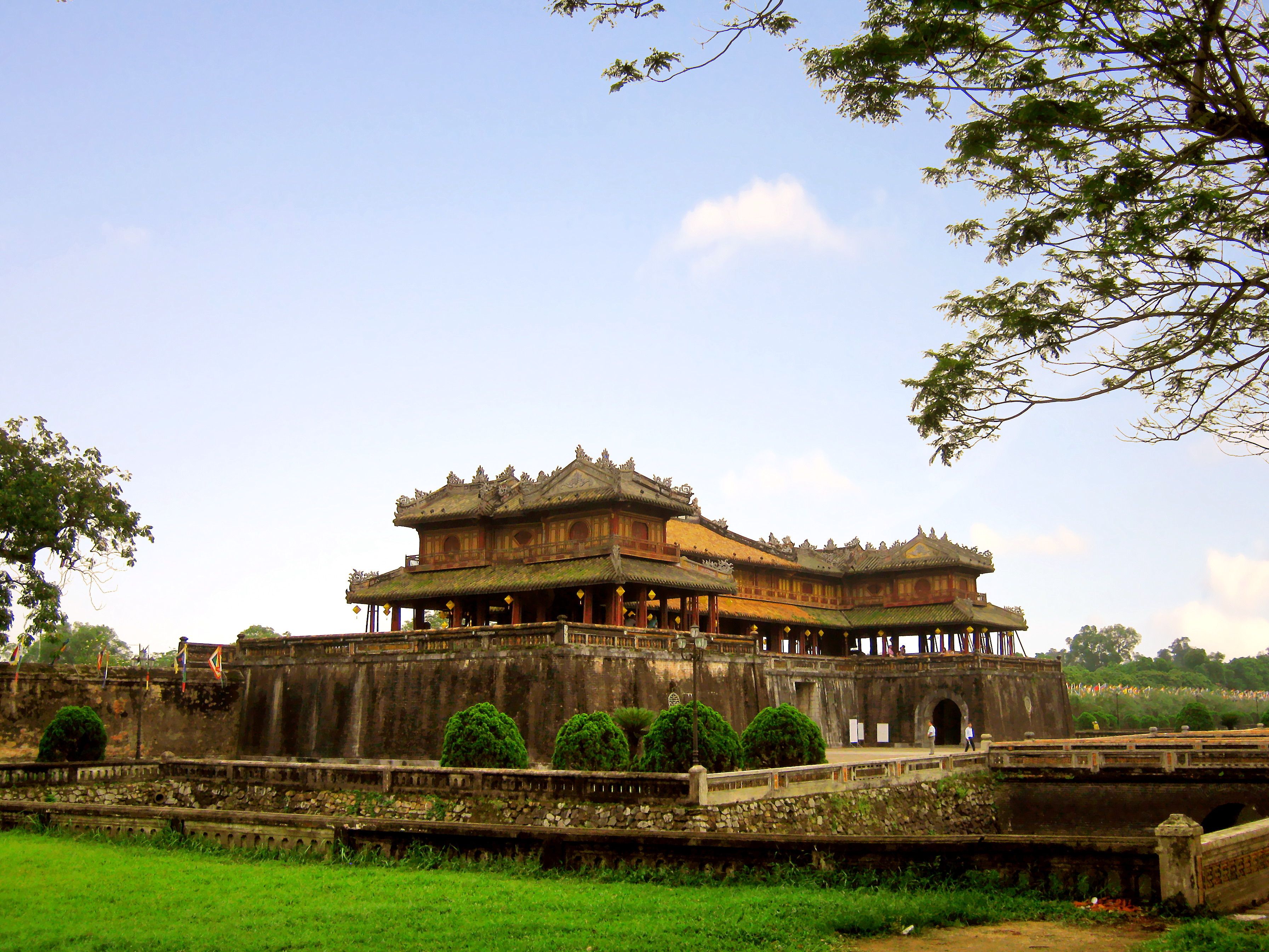
Lầu Ngũ Phụng hiện rõ trên nền trời màu xanh nhạt.
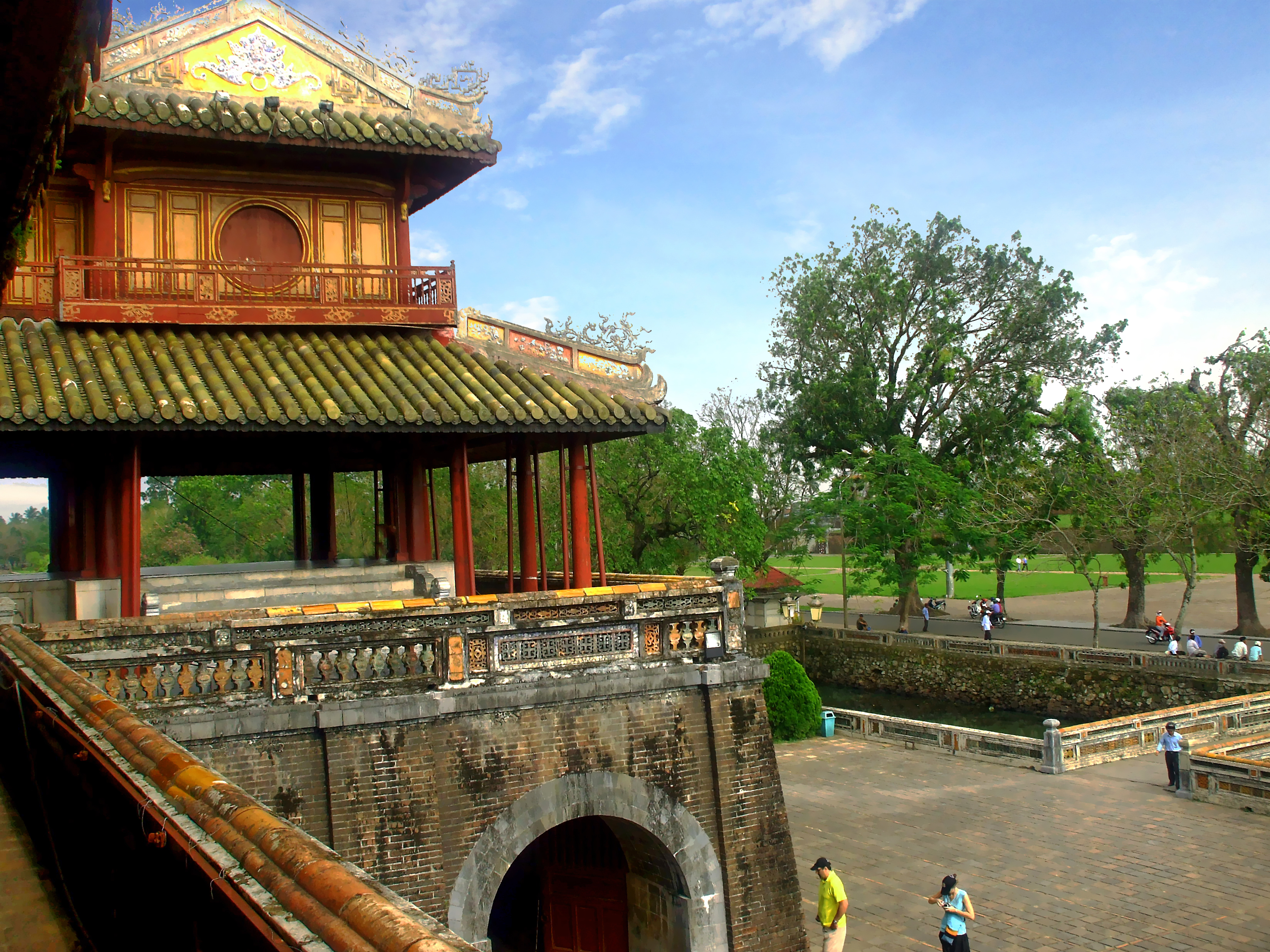
Một góc Ngọ Môn.
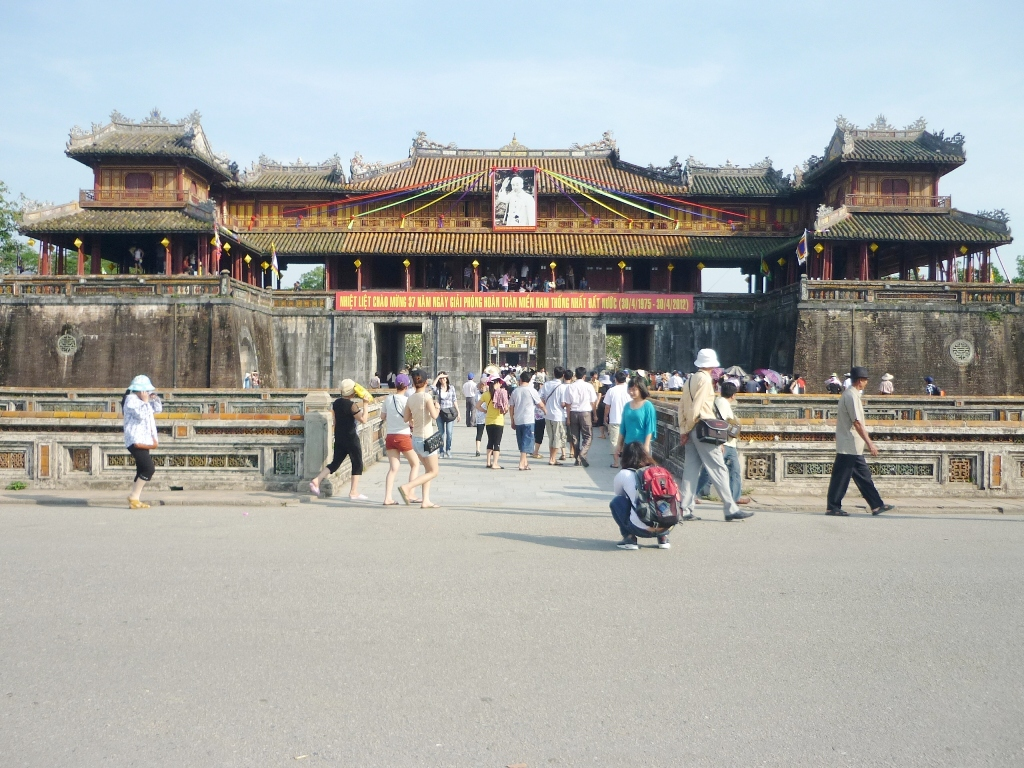
Đông đảo du khách đang đứng trước Ngọ Môn.
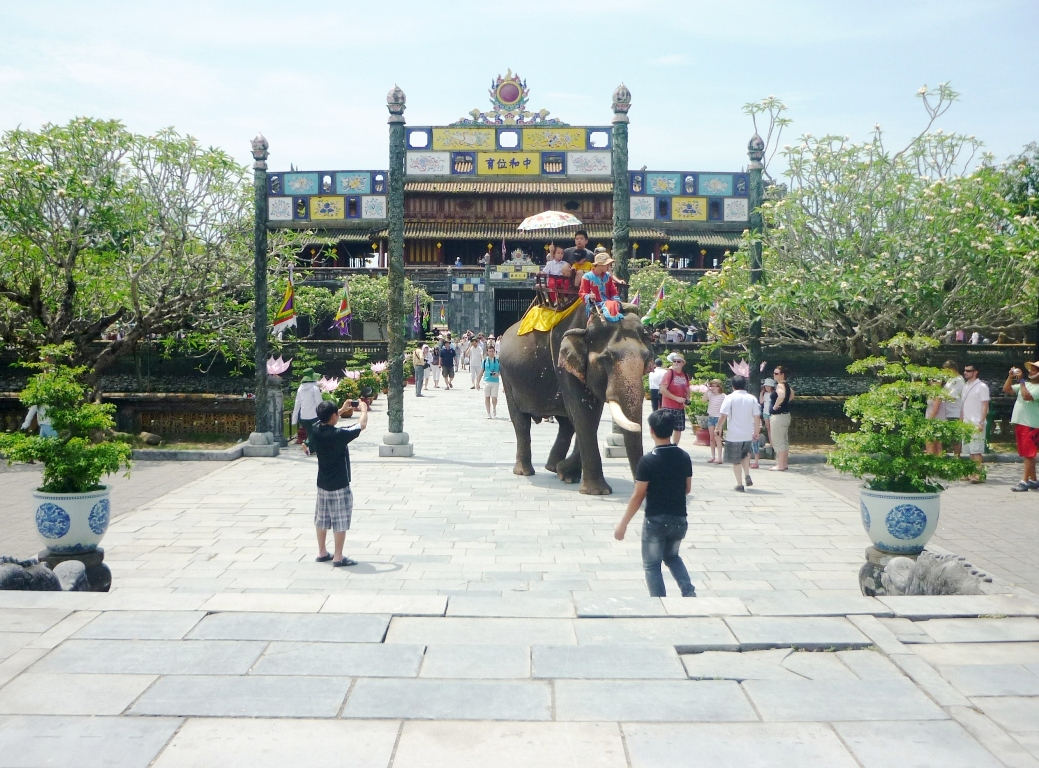
Khu vực phía sau Ngọ Môn.
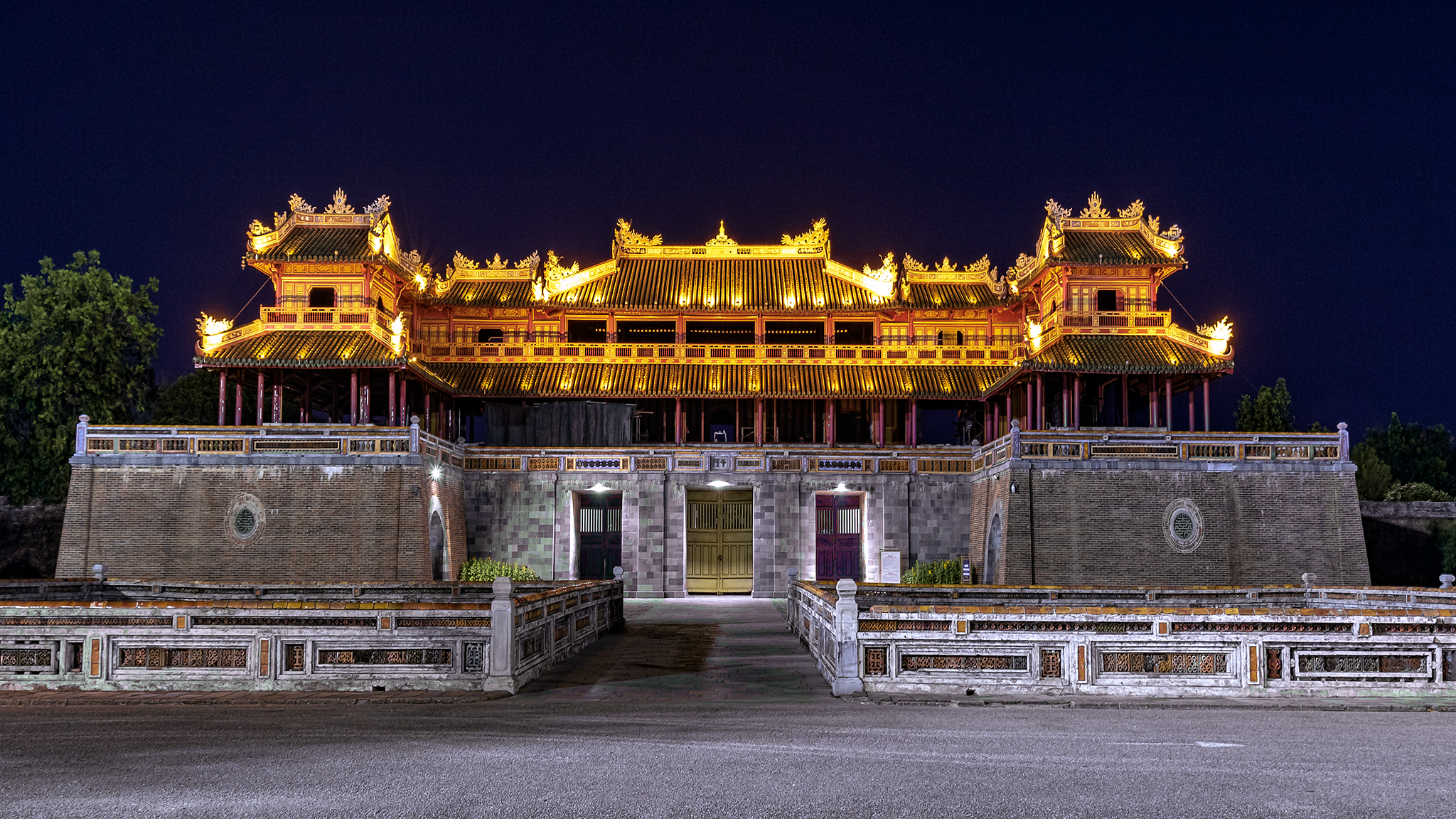
Ngọ Môn về đêm.
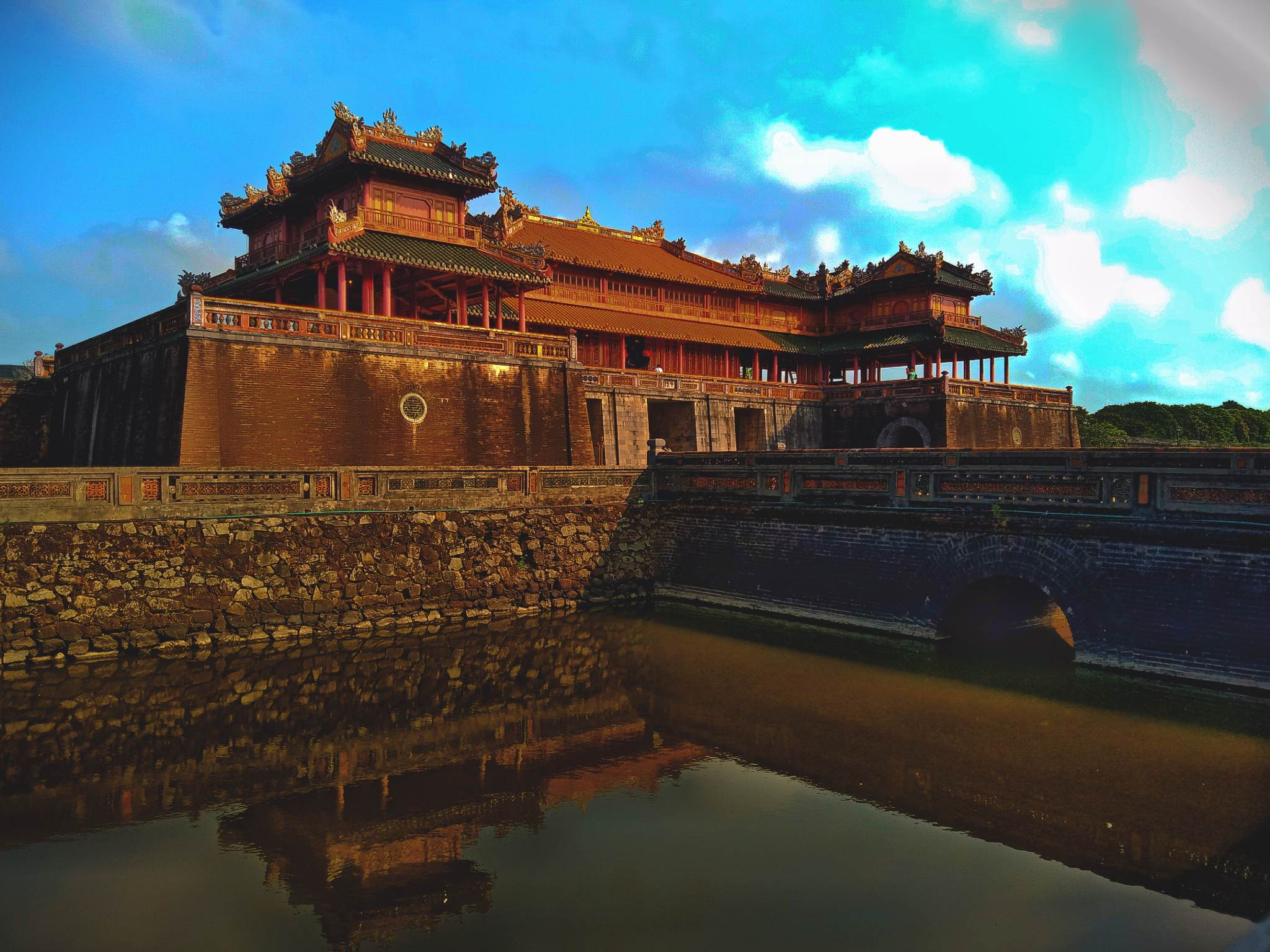
Một góc của cửa Ngọ Môn (cửa tý ngọ).